# 美术经典中的党史
《美术经典中的党史》，是中華人民共和國的中央广播电视总台联合中国国家博物馆、中央美术学院等机构制作的特别节目，主要通过美术作品的手法来展现中共建党一百年来的历程。
2021年1月22日，中央广播电视总台百集特别节目《美术经典中的党史》在北京举办云启播仪式。1月25日起在央视开播。3月15日，节目创作座谈会在北京举行，中共中央宣传部副部长、中央广播电视总台台长兼总编辑慎海雄出席并讲话。2021年6月9日，国家广播电视总局办公厅发布通知，确定《中国共产党百年瞬间》《美术经典中的党史》《方寸中的红色记忆》等32档庆祝中国共产党建党100周年重点广播电视节目。